# Francesco Meraviglia
Francesco Meraviglia (Pistoia, 2 settembre 1988) è un arbitro di calcio italiano.

## Carriera
Ha iniziato ad arbitrare seguendo le orme del padre, arbitro tra i dilettanti.
Dopo la trafila nelle categorie regionali sbarca prima in Serie D e poi, nel 2016, in Serie C. 
La prima gara che dirige tra i professionisti è nel match di Coppa Italia di Serie C tra Mantova e Santarcangelo, mentre l'esordio in campionato arriva il 27 agosto 2016 in Pordenone-Gubbio, match terminato 1-1.
Nel 2020 è promosso nella CAN A-B, ed esordisce in Serie B il 26 settembre, dirigendo Venezia-Vicenza, match terminato 1-0.
Il 22 maggio 2021 debutta in massima serie nella gara Cagliari-Genoa, terminata 0-1.
Il 3 luglio 2023, per motivate valutazioni tecniche, viene dismesso dall'AIA. Il 24 luglio seguente entra a far parte dell'organico VMO, ovvero degli altri che svolgono la funzione di var e avar nelle partite di Serie A e Serie B.